# Liste der Biografien/Clo
Liste der Biografien |
Portal Biografien |
Personensuche
# |
A |
B |
C |
D |
E |
F |
G |
H |
I |
J |
K |
L |
M |
N |
O |
P |
Q |
R |
S |
T |
U |
V |
W |
X |
Y |
Z |
?
 
Ca |
Cb |
Cc |
Ce |
Ch |
Ci |
Cj |
Ck |
Cl |
Cm |
Cn |
Co |
Cr |
Cs |
Ct |
Cu |
Cv |
Cw |
Cy |
Cz
 
Cla |
Cle |
Cli |
Clo |
Clu |
Clw |
Cly
Die Liste der Biografien führt alle Personen auf, die in der deutschsprachigen Wikipedia einen Artikel haben. Dieses ist eine Teilliste mit 269 Einträgen von Personen, deren Namen mit den Buchstaben „Clo“ beginnt.

## Clo

### Cloa
- Cloarec, Pierre (1909–1994), französischer Radrennfahrer
- Cloarec, Yvon (* 1960), französischer Bahnradsportler

### Clob
- Clöben, Johann, spagyrischer Arzt
- Clobes, Carl (1912–1996), deutscher Maler

### Cloc
- Cloche, Maurice (1907–1990), französischer Filmregisseur, Drehbuchautor und Filmproduzent
- Clocquet, Marcel (1905–1984), belgischer Radrennfahrer

### Clod
- Clodia, römische Aristokratin
- Clodia, Gattin des Octavian, des späteren Kaisers Augustus
- Clodion (1738–1814), französischer Bildhauer
- Clodius Albinus († 197), römischer Gegenkaiser (195–197)Clodius Albinus († 197)

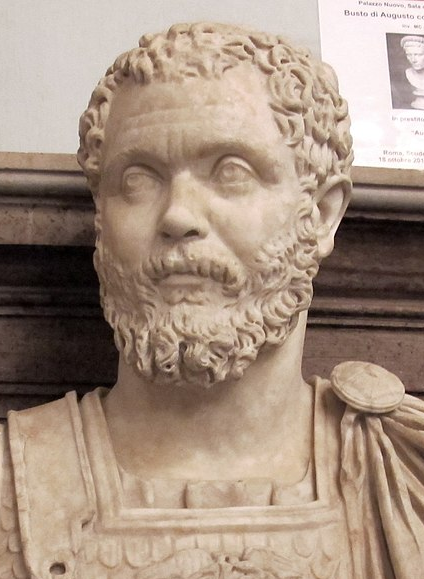
Clodius Albinus († 197)

- Clodius Catullus, Marcus, römischer Ritter (Kaiserzeit)
- Clodius Crispinus, Gaius, römischer Konsul (113)
- Clodius Dida, Publius, antiker römischer Toreut
- Clodius Eprius Marcellus, Titus († 79), römischer Politiker
- Clodius Flaccus, Marcus, römischer Ritter (Kaiserzeit)
- Clodius Fronto, römischer Offizier (Kaiserzeit)
- Clodius Gallus, römischer Statthalter 142
- Clodius Ingenuus, Lucius, römischer Offizier (Kaiserzeit)
- Clodius Macer, Lucius († 68), römischer Militär
- Clodius Nummus, Gaius, römischer Suffektkonsul (114)
- Clodius Pompeianus, römischer Konsul 241
- Clodius Pulcher, Publius († 52 v. Chr.), römischer Politiker, Gegner Marcus Tullius Ciceros
- Clodius Pupienus Pulcher Maximus, Titus, römischer Politiker und Konsul
- Clodius Saturninus Fidus, Titus, römischer Statthalter
- Clodius Secundus, Quintus, römischer Offizier (Kaiserzeit)
- Clodius Thrasea Paetus, Publius († 66), römischer Senator und Stoiker
- Clodius Vibius Varus, Titus, römischer Konsul (162)
- Clodius, Carl August (1897–1952), deutscher Diplomat und WirtschaftsfachmannCarl August Clodius (1897–1952)

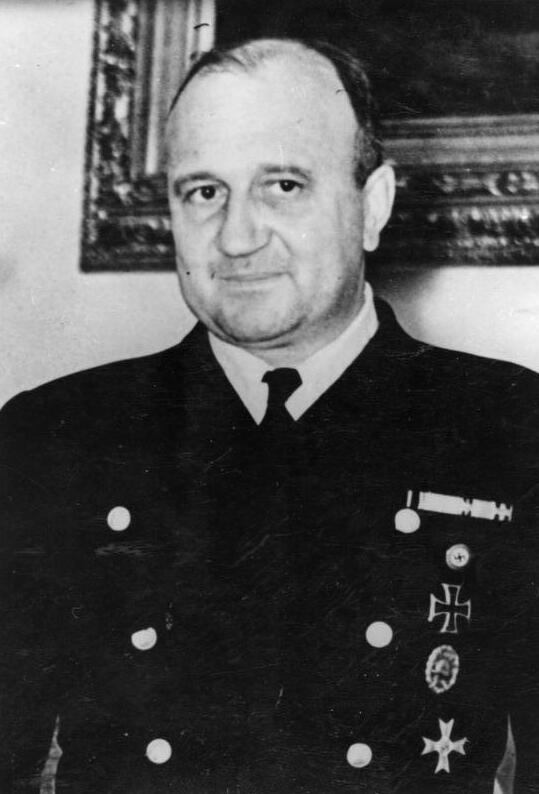
Carl August Clodius (1897–1952)

- Clodius, Christian August (1737–1784), deutscher Dichter und Philosoph
- Clodius, Christian August Heinrich (1772–1836), deutscher Philosoph und Schriftsteller
- Clodius, David (1644–1687), deutscher Orientalist und evangelischer Theologe
- Clodius, Gustav (1866–1944), deutscher evangelisch-lutherischer Pastor, Heimatforscher und Ornithologe
- Clodius, Johann Christian (1676–1745), deutscher Arabist, Philologe, Hebraist und Hochschullehrer
- Clodius, Julie (1750–1805), deutsche Schriftstellerin
- Clodius, Sextus, römischer Rhetor und Rhetoriklehrer
- Clodius, Willy (* 1874), deutscher Theaterschauspieler
- Clodoaldo (* 1949), brasilianischer FußballspielerClodoaldo (* 1949)

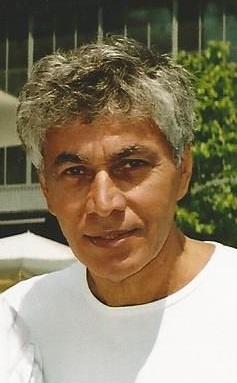
Clodoaldo (* 1949)

- Clodt von Jürgensburg, Johann Adolf (1658–1720), schwedischer Generalleutnant
- Clodt von Jürgensburg, Jost (* 1517), Diplomat und später herzoglicher Kanzler im Herzogtum Kurland und Semgallen
- Clodt von Jürgensburg, Karl Gustav (1765–1822), russischer Generalmajor deutsch-baltischer Abstammung
- Clodt von Jürgensburg, Michail (1833–1902), russischer Landschaftsmaler, Mitglied der Peredwischniki-Gruppe
- Clodt von Jürgensburg, Peter (1805–1867), baltendeutscher Bildhauer
- Clodumar, Kinza (1945–2021), nauruischer Politiker und ehemaliger Präsident der Republik Nauru
- Clodumar, Vinci (* 1951), nauruischer Politiker und Diplomat

### Cloe
- Cloeck, Pieter (1589–1667), Advokat und Patrizier
- Cloedt, Hermann Friedrich von († 1586), deutscher Obrist
- Cloedt, Rabe Hermann von (1616–1696), deutscher Offizier
- Cloedt, Theodor von (1821–1898), deutscher Politiker
- Cloelius Siculus, Quintus, römischer Feldherr und Konsul
- Cloelius Siculus, Quintus, römischer Zensor 378 v. Chr.
- Cloenewinkel, Bernhard († 1548), Lübecker Domherr
- Cloepfil, Brad (* 1956), US-amerikanischer Architekt
- Cloer, Ernst (1939–2021), deutscher Erziehungswissenschaftler und Hochschullehrer
- Cloerkes, Günther (1944–2023), deutscher Soziologe
- Cloet, Reinhard (1580–1651), deutscher Jurist und Gesandter bei den Westfälischen Friedensverhandlungen
- Cloet, Tom (* 1975), belgischer Autorennfahrer
- Cloete, Andries, südafrikanischer Opernsänger (Tenor)
- Cloete, Daniel († 1894), Evangelist, Bibelübersetzer und Übersetzer
- Cloete, Hestrie (* 1978), südafrikanische Hochspringerin
- Cloete, Stuart (1897–1976), südafrikanischer Schriftsteller
- Cloetens, Edmond, belgischer Bogenschütze
- Cloetens, Maya (* 2002), französisch-belgische Biathletin
- Cloeter, Hermine (1879–1970), österreichische Schriftstellerin und Kunsthistorikerin
- Cloeter, Samuel Gottfried Christoph (1823–1894), deutscher lutherischer Pfarrer
- Cloetingh, Sierd (* 1950), niederländischer Geologe und Geophysiker
- Cloetta, Arnold Leonhard (1828–1890), Pathologe und Pharmakologe
- Cloetta, Gian Gianett (1874–1965), Schweizer Dichter und Linguist
- Cloëtta, Max (1868–1940), Pharmakologe
- Cloetta, Wilhelm (1857–1911), Schweizer Romanist

### Clog
- Clogg, Richard (* 1939), britischer Historiker

### Cloh
- Clohessy, Paddy (1908–1971), irischer Politiker (Fianna Fáil)
- Clohessy, Pat (* 1933), australischer Langstreckenläufer
- Clohessy, Peadar (1933–2014), irischer Politiker (Fianna Fáil, Progressive Democrats)
- Clohessy, Robert (* 1957), US-amerikanischer Schauspieler
- Clohesy, Matt, australischer Jazzmusiker

### Cloi
- Cloin, Tiago Gerardo (1908–1975), niederländischer Ordensgeistlicher und Bischof von Barra
- Cloitre, Guy (* 1905), französischer Autorennfahrer

### Clok
- Cloke, Hannah, britische Hydrologin und Professorin für Hydrologie
- Cloke, Kristen (* 1968), US-amerikanische Schauspielerin
- Clokey, Art (1921–2010), US-amerikanischer Regisseur und Trickfilmanimator

### Clom
- Clompe, Hubert Sandor (1910–1995), rumänischer Skispringer

### Clon
- Clonan, Kristina (* 1998), australische Radrennfahrerin
- Clonda, Carin (* 1961), australisch-estnische Squashspielerin
- Cloninger, C. Robert (* 1944), US-amerikanischer Psychiater und Genetiker
- Clonious, The, österreichischer Musiker
- Clonisch, Gabriele (* 1947), deutsche Schlagersängerin
- Clonycavan-Mann, Moorleiche mit Irokesenfrisur

### Cloo
- Cloon, Dirck van (1684–1735), Generalgouverneur von Niederländisch-Indien (1732–1735)
- Clooney, Amal (* 1978), britisch-libanesische Rechtsanwältin
- Clooney, George (* 1961), US-amerikanischer Schauspieler, Drehbuchautor, Filmregisseur und FilmproduzentGeorge Clooney (* 1961)

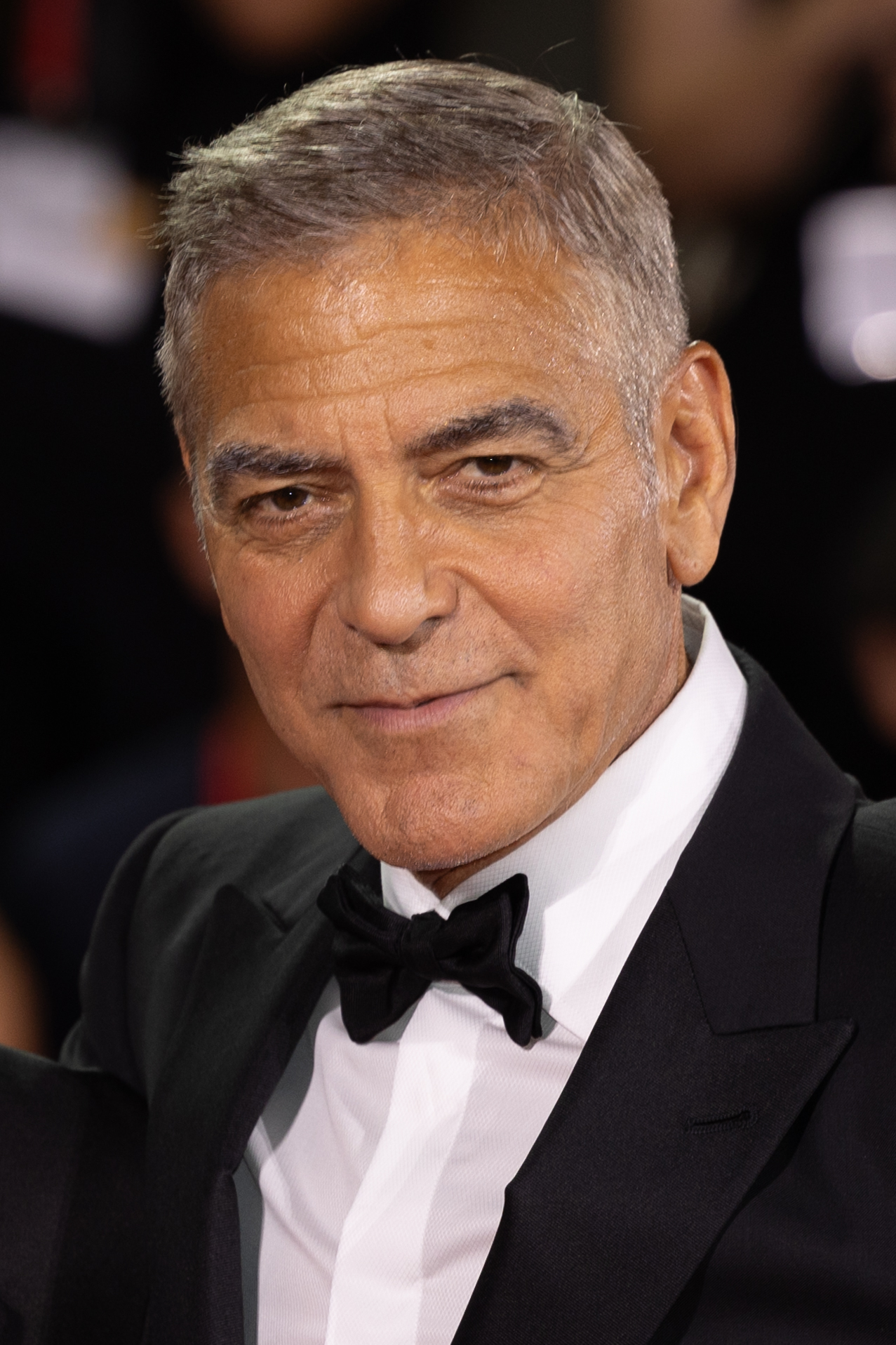
George Clooney (* 1961)

- Clooney, Nick (* 1934), US-amerikanischer Journalist, Schauspieler und Fernsehmoderator
- Clooney, Rosemary (1928–2002), US-amerikanische Schauspielerin und Sängerin
- Cloos, Ernst (1898–1974), deutsch-US-amerikanischer Geologe
- Cloos, Friedrich (1909–2004), rumäniendeutscher NS-Funktionär und Agent der Securitate
- Cloos, Hans (1885–1951), deutscher Geologe, Tektoniker, Paläontologe und Hochschullehrer
- Cloos, Hans Peter (* 1949), deutscher Schauspieler und Regisseur
- Cloos, Peter (1799–1870), Bürgermeister und Mitglied der kurhessischen Ständeversammlung
- Cloot, Julia (* 1968), deutsche Kulturmanagerin, Kuratorin und Autorin
- Cloots, Anacharsis (1755–1794), Politiker und Revolutionär in Paris während der Französischen RevolutionAnacharsis Cloots (1755–1794)

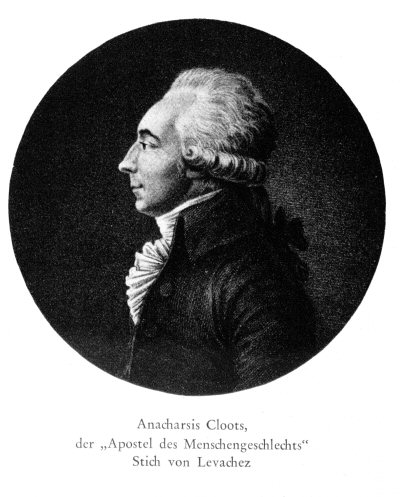
Anacharsis Cloots (1755–1794)

- Cloozy (* 1965), deutsche Komikerin

### Clop
- Clopath, Rebecca (* 1988), Schweizer Köchin, Landwirtin und Unternehmerin
- Cloppenburg, Anton (1886–1967), niederländisch-deutscher Textilkaufmann und Firmengründer von Peek & Cloppenburg (Hamburg)
- Cloppenburg, Ferdinand (* 1931), deutscher Politiker und Jurist
- Cloppenburg, Harro Uwe (1940–2023), deutsch-österreichischer Geschäftsführer der Modehäuser Peek & Cloppenburg (P&C)
- Cloppenburg, James (1877–1926), deutscher Unternehmer
- Cloppenburg, James jr. (1902–1986), deutscher Unternehmer
- Clopper, Cynthia, amerikanische Linguistin, Phonologin und Kognitionswissenschaftlerin
- Clopton, David (1820–1892), US-amerikanischer Jurist und Politiker
- Clopton, John (1756–1816), US-amerikanischer Politiker

### Cloq
- Cloquet, Constant (* 1885), belgischer Fechter
- Cloquet, Ghislain (1924–1981), belgischer Kameramann
- Cloquet, Jules Germain (1790–1883), französischer Chirurg und Anatom

### Clor
- Clore, Leon (1918–1992), britischer Filmproduzent
- Clorius, Carl Theodor (1900–1987), deutsch-amerikanischer Jurist
- Clorius, Otto (1869–1943), deutscher evangelisch-lutherischer Geistlicher und Autor
- Clorivière, Pierre-Joseph Picot de (1735–1820), französischer römisch-katholischer Geistlicher, Jesuit, Ordensoberer, Ordensgründer und Autor
- Clormann, Jury (* 1947), klassischer Gitarrist argentinischer Musik

### Clos
- Clos Gómez, Carlos (* 1972), spanischer Fußballschiedsrichter
- Clos y Pagés, José (1859–1931), spanischer Geistlicher, Bischof von Zamboanga
- Clos, Adolf (1896–1977), deutscher Landwirt und nationalsozialistischer Politiker
- Clos, Chad le (* 1992), südafrikanischer SchwimmerChad le Clos (* 1992)

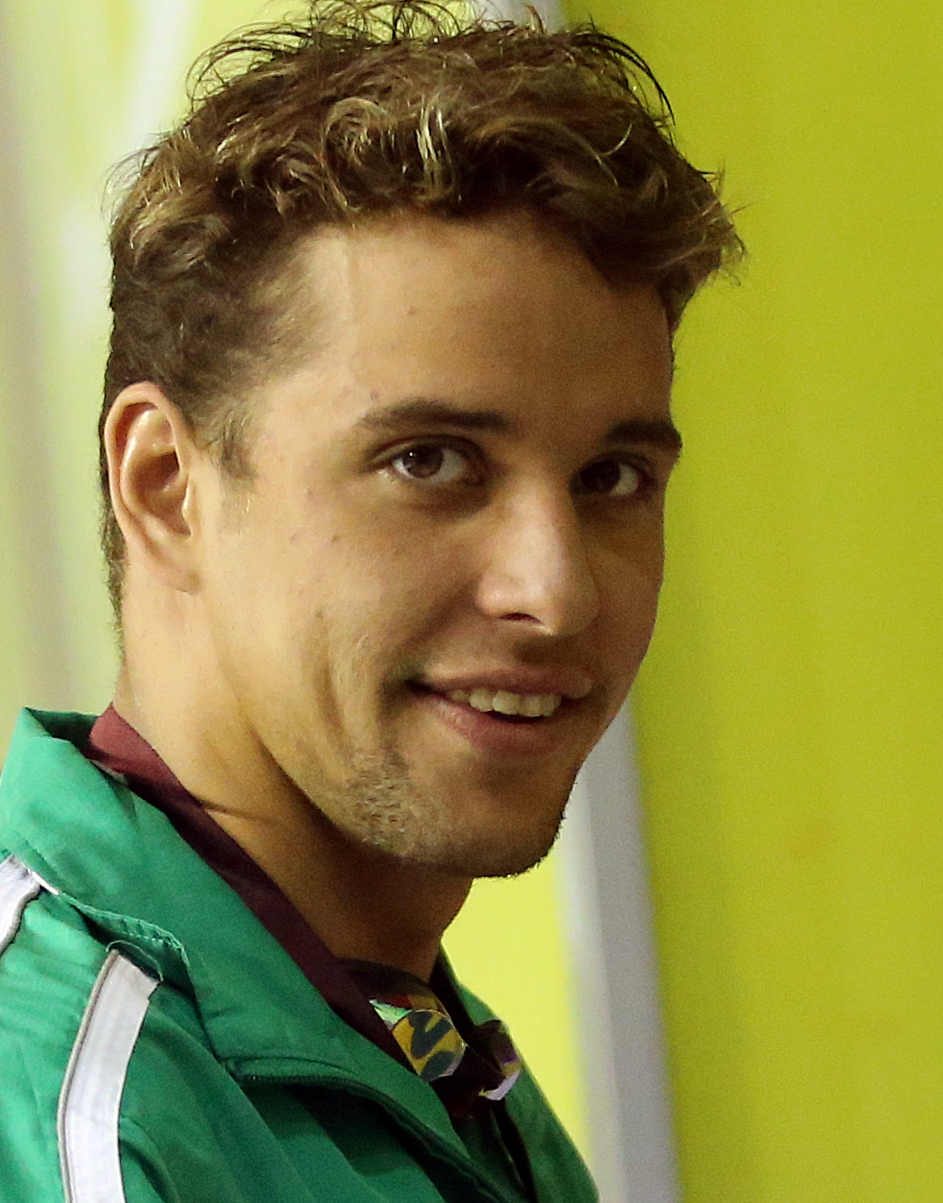
Chad le Clos (* 1992)

- Clos, Dani (* 1988), spanischer Rennfahrer
- Clos, Joan (* 1949), spanischer Politiker; Industrieminister
- Clös, Peter (* 1956), deutscher Schauspieler
- Close, Alex (1921–2008), belgischer Radrennfahrer
- Close, Chuck (1940–2021), US-amerikanischer Maler
- Close, Del (1934–1999), US-amerikanischer Film- und Theaterschauspieler, Improvisationskomiker und Schauspiellehrer
- Close, Eric (* 1967), US-amerikanischer Schauspieler
- Close, Frank (* 1945), britischer Physiker
- Close, Glenn (* 1947), US-amerikanische SchauspielerinGlenn Close (* 1947)

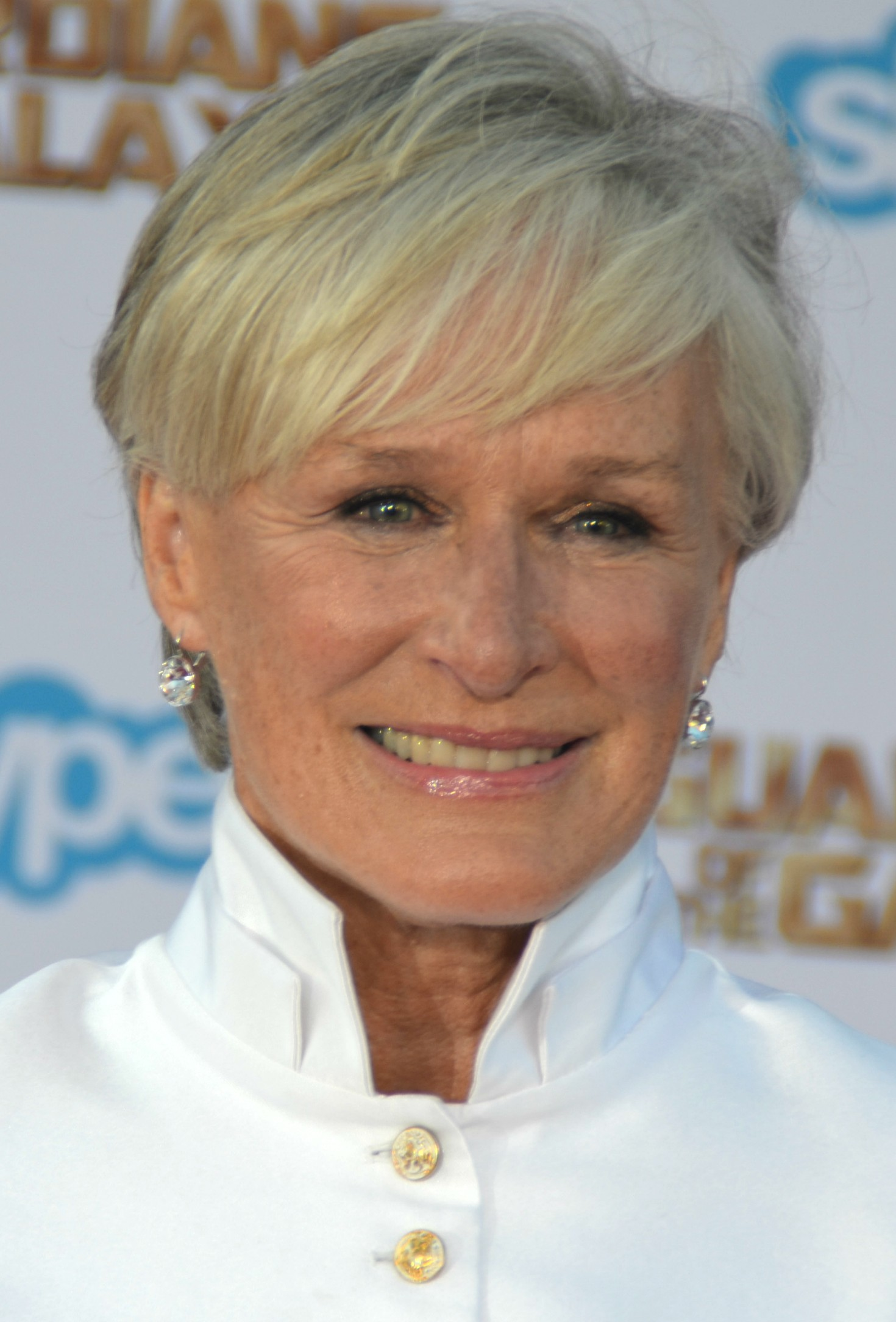
Glenn Close (* 1947)

- Close, Ivy (1890–1968), englische Schauspielerin und Schönheitskönigin
- Close, Joshua (* 1981), kanadischer Schauspieler
- Closen, Carl August Wilhelm von († 1776), Mitglied des Göttinger Hainbundes
- Closen, Hans Urban von († 1626), bayerischer Erblandesmarschall
- Closen, Karl von (1786–1856), deutscher Jurist und Politiker
- Closen, Wolfgang von († 1561), Bischof von Passau (1555–1561)
- Closener, Francine (* 1969), luxemburgische Rundfunkjournalistin und Politikerin
- Closener, Fritsche, Chronist
- Closet, Heidi N (* 1994), US-amerikanische Dragqueen
- Closky, Claude (* 1963), französischer Künstler
- Closner, John J. III (* 1940), US-amerikanischer Offizier, Generalmajor der US Air Force
- Closs, Alois (1893–1984), österreichischer Theologe
- Closs, Anton Otto von († 1737), kurpfälzer General und kirchlicher Mäzen
- Closs, August (1898–1990), österreichisch-britischer Literaturwissenschaftler
- Cloß, Friedrich (1813–1877), deutscher Kaufmann, Fabrikant und Großindustrieller
- Closs, Gerhard L. (1928–1992), deutsch-amerikanischer Chemiker
- Closs, Gustav Adolf (1864–1938), deutscher Maler, Illustrator und Künstler
- Closs, Hans (1907–1982), deutscher Geophysiker
- Closs, Karl Friedrich (1768–1797), Anatom, Chirurg und Hochschullehrer
- Closs, Sissi (* 1954), deutsche Informatikerin und Hochschullehrerin
- Closset, Edmond (1878–1968), französischer Autorennfahrer
- Closset, Pol (1937–1989), belgischer Jazzmusiker (Trompete)
- Closset, Roger (1933–2020), französischer Florettfechter
- Cloßmann, Joseph von (1755–1826), badischer Generalleutnant
- Cloßmann, Wilhelm von (1788–1855), badischer Generalmajor und Kommandant von Rastatt
- Clößner, Erich-Heinrich (1888–1976), deutscher General der Infanterie im Zweiten Weltkrieg
- Clößner, Mario (* 1983), deutscher Handballspieler
- Clost, Brennan (* 1994), kanadischer Schauspieler und Tänzer
- Closter, Eduard (1808–1880), deutscher evangelischer Theologe und Autor
- Closter, Gerhard Philipp von (1771–1848), preußischer Oberst und Künstler
- Clostermann, Bernhard (1874–1919), Bürgermeister von Mülheim, Oberbürgermeister von Koblenz (1915–1919)
- Clostermann, Pierre (1921–2006), französischer Jagdpilot und Politiker, Mitglied der Nationalversammlung und Industrieller
- Clostermeier, Christian Gottlieb (1752–1829), deutscher Historiker, Archivar und Bibliothekar
- Clostermeyer, Heinrich (1861–1940), württembergischer Oberamtmann
- Clostre, Adrienne (1921–2006), französische Komponistin

### Clot
- Clot, André (1909–2002), französischer Journalist, Historiker und Publizist
- Clot, Antoine Barthélémy (1793–1868), französischer Arzt, Begründer des modernen Gesundheitswesens in Ägypten
- Clot, Claudine, Schweizer Basketballspielerin
- Clotet Ruiz, Josep (* 1977), spanischer Fußballtrainer
- Clotet, Marc (* 1980), spanischer Schauspieler und ModelMarc Clotet (* 1980)

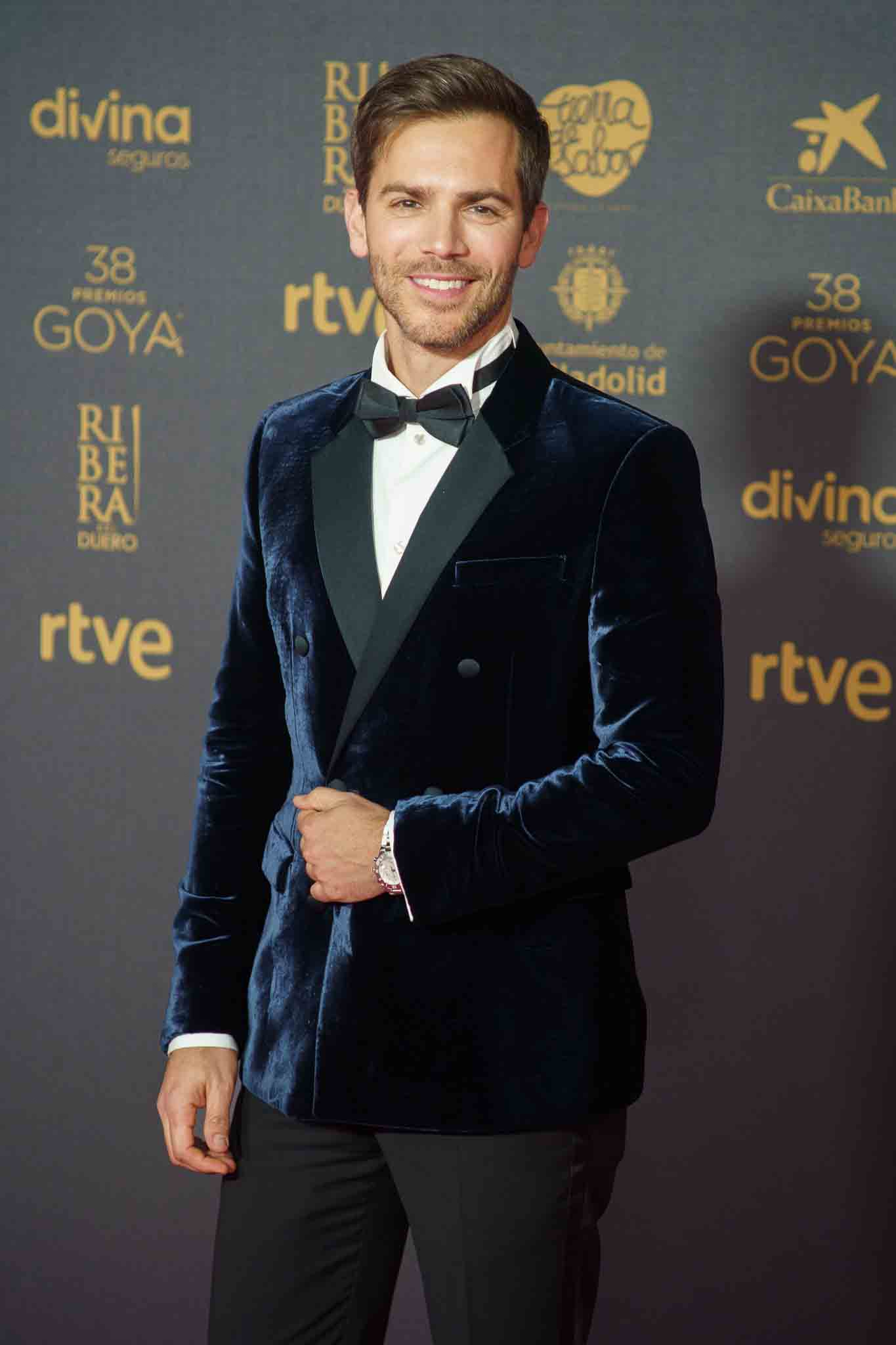
Marc Clotet (* 1980)

- Cloth, Stephan (1674–1727), deutscher Geistlicher
- Clothier, Emma (* 2001), US-amerikanische Volleyballspielerin
- Clothier, Henry (1872–1938), englischer Starkstromingenieur und Erfinder
- Clothier, Richard (* 1966), britischer Schauspieler
- Clothier, William (1881–1962), US-amerikanischer Tennisspieler
- Clothier, William H. (1903–1996), US-amerikanischer Kameramann
- Clotilde von Sachsen-Coburg und Gotha (1846–1927), Prinzessin von Sachsen-Coburg und Gotha, durch Heirat Erzherzogin von Österreich
- Clotten, Ananias († 1699), deutscher Kapuziner und Schriftsteller
- Clotten, Cosima (* 2000), deutsche Ruderin
- Clottey, Emmanuel (* 1987), ghanaischer Fußballspieler
- Clottey, Genevieve (* 1969), ghanaische Fußballspielerin
- Clottey, Joshua (* 1977), ghanaischer Boxer
- Clottu, Alfred (1871–1933), Schweizer Politiker (LPS)
- Clottu, Gaston (1912–1995), Schweizer Politiker (LPS)
- Clottu, Raymond (* 1967), Schweizer Politiker (SVP)
- Clotworthy, Bob (1931–2018), US-amerikanischer Wasserspringer und Schwimmtrainer
- Clotworthy, Robert (* 1955), US-amerikanischer SynchronsprecherRobert Clotworthy (* 1955)

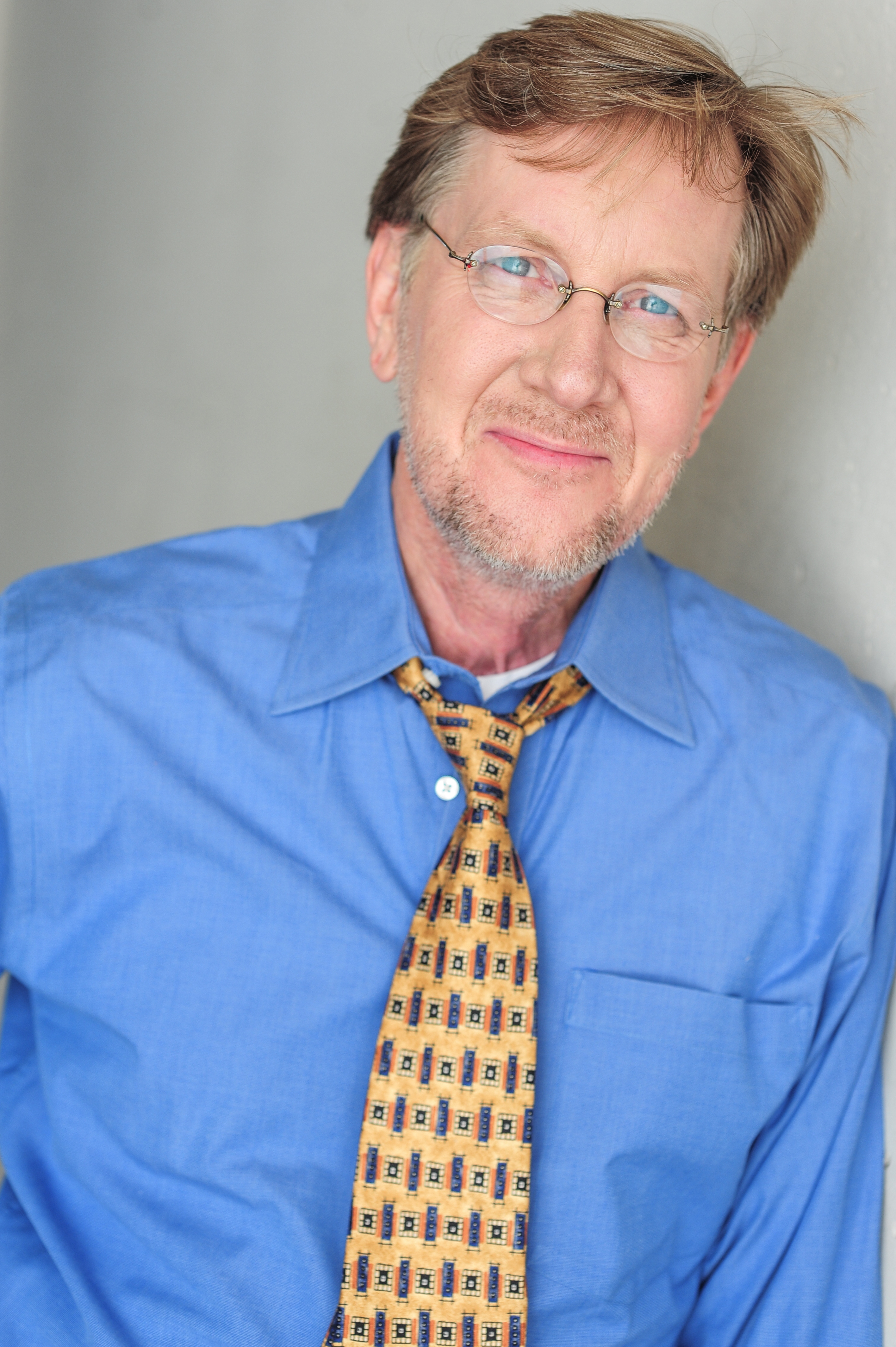
Robert Clotworthy (* 1955)

- Clotz, Johannes (1545–1588), hessischer Verwaltungsjurist
- Clotz, Kaspar Joseph von († 1818), Bürgermeister der Reichsstadt Aachen
- Clotz, Siegfried (1556–1610), hessischer Verwaltungsjurist

### Clou
- Cloud, Angus (1998–2023), US-amerikanischer Schauspieler
- Cloud, Henry (* 1956), US-amerikanischer klinischer Psychologe, Berater, Bestsellerautor und Vortragsredner
- Cloud, Jason (* 1991), US-amerikanischer Theaterschauspieler und -regisseur
- Cloud, Michael (* 1975), US-amerikanischer Politiker der Republikanischen Partei
- Cloud, Natasha (* 1992), US-amerikanische Basketballspielerin
- Cloud, Preston (1912–1991), US-amerikanischer Paläontologe
- Cloud, Roger (1909–1988), US-amerikanischer Politiker
- Cloud, Tavoris (* 1982), US-amerikanischer Boxer
- Clouds, Anna Claire (* 1995), US-amerikanische Pornodarstellerin
- Cloudsley-Thompson, John L. (1921–2013), britischer Zoologe und Hochschullehrer
- Cloué, Georges (1817–1889), französischer Marineoffizier und Minister
- Clouet, Bernard (1895–1947), französischer Autorennfahrer
- Clouet, François (1510–1572), französischer MalerFrançois Clouet (1510–1572)

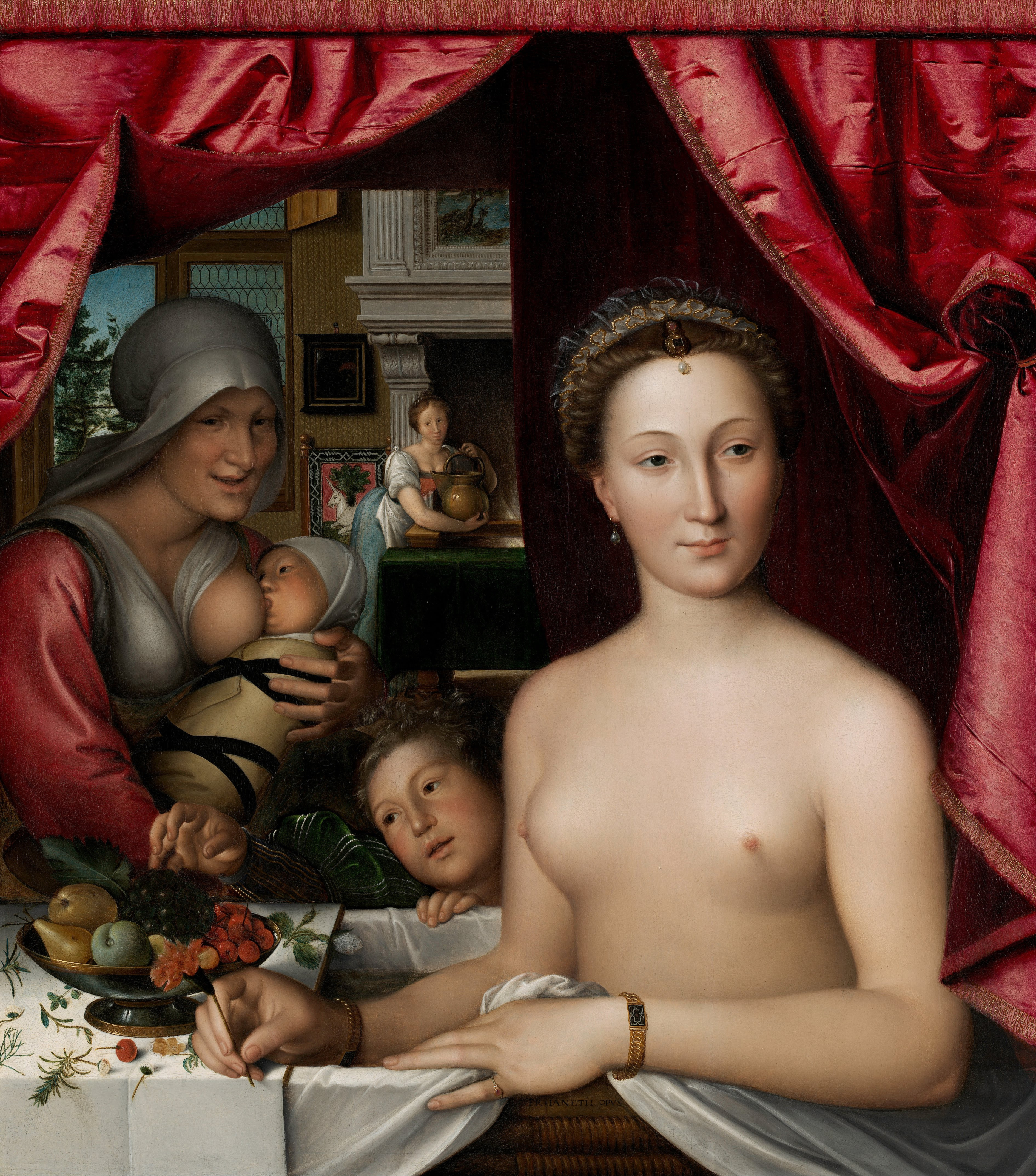
François Clouet (1510–1572)

- Clouet, Jean (1480–1541), französischer Maler
- Clough, Anne (1820–1892), britische Feministin und Aktivistin für Frauenbildung
- Clough, April (* 1953), US-amerikanische Schauspielerin
- Clough, Arthur Hugh (1819–1861), britischer Schriftsteller
- Clough, Brian (1935–2004), englischer Fußballspieler und -trainerBrian Clough (1935–2004)

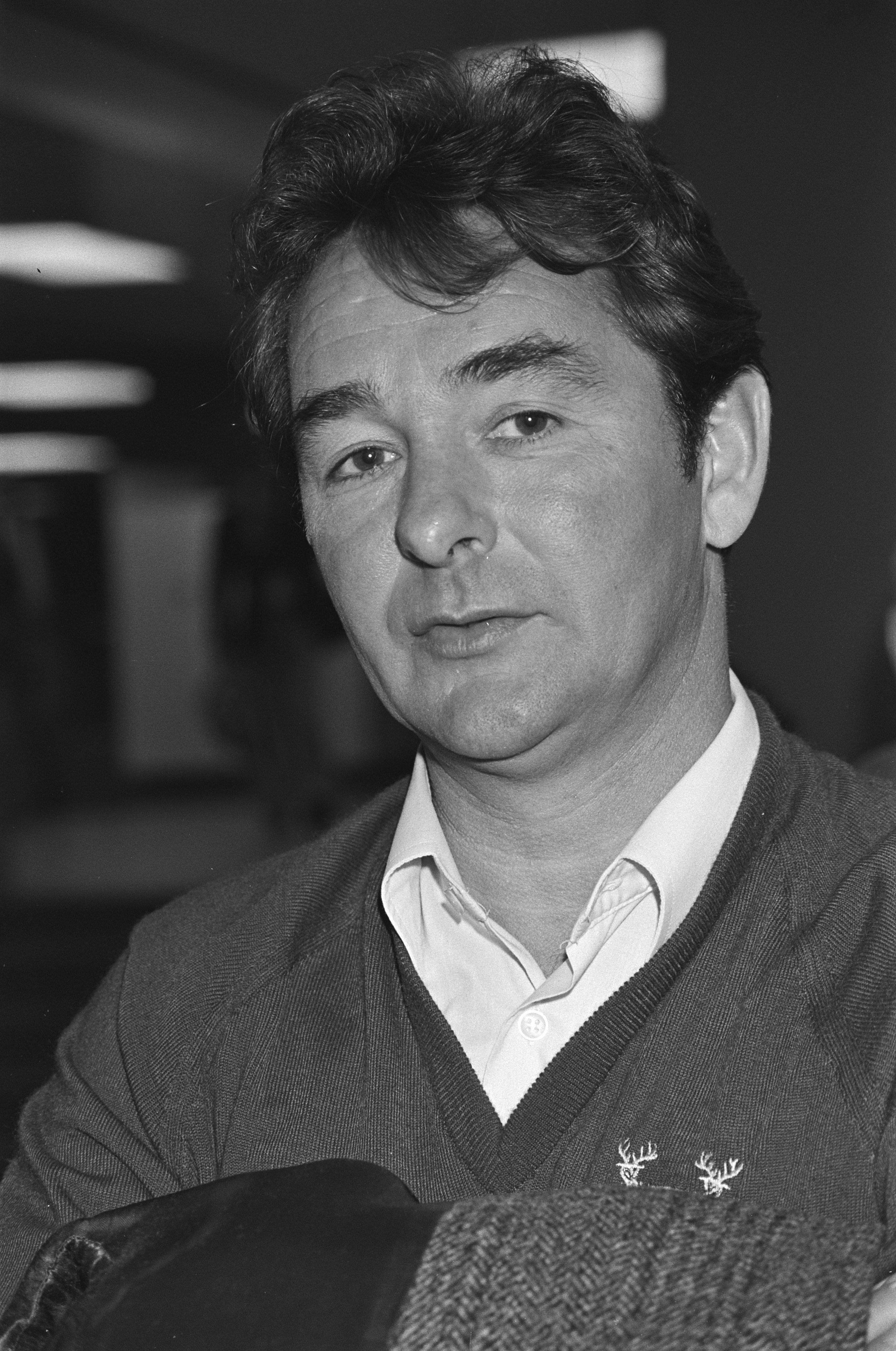
Brian Clough (1935–2004)

- Clough, Charles Thomas (1852–1916), britischer Geologe
- Clough, Charlie (* 1990), englischer Fußballspieler
- Clough, David Marston (1846–1924), US-amerikanischer Politiker
- Clough, G. Wayne (* 1941), US-amerikanischer Bauingenieur (Geotechnik)
- Clough, Ian (1937–1970), britischer Bergsteiger
- Clough, Jack (1909–1980), englischer Fußballschiedsrichter
- Clough, Joe (1885–1976), erster schwarzer Busfahrer Londons und Bedfords
- Clough, John, US-amerikanischer Skirennläufer
- Clough, Nigel (* 1966), englischer Fußballspieler und -trainer
- Clough, Noel (1937–2023), australischer Mittelstreckenläufer und Sprinter
- Clough, Patricia (* 1938), britische Journalistin und Buchautorin
- Clough, Ray W. (1920–2016), US-amerikanischer Ingenieur, Professor für Baustatik
- Clough, Zach (* 1995), englischer Fußballspieler
- Cloughen, Robert (1889–1930), US-amerikanischer Leichtathlet
- Clouscard, Michel (1928–2009), französischer politischer Denker
- Clouse, Robert (1928–1997), US-amerikanischer Filmregisseur, Drehbuchautor und Produzent
- Clouse, Wynne F. (1883–1944), US-amerikanischer Politiker
- Clouser, Charlie (* 1963), US-amerikanischer Musiker und KomponistCharlie Clouser (* 1963)

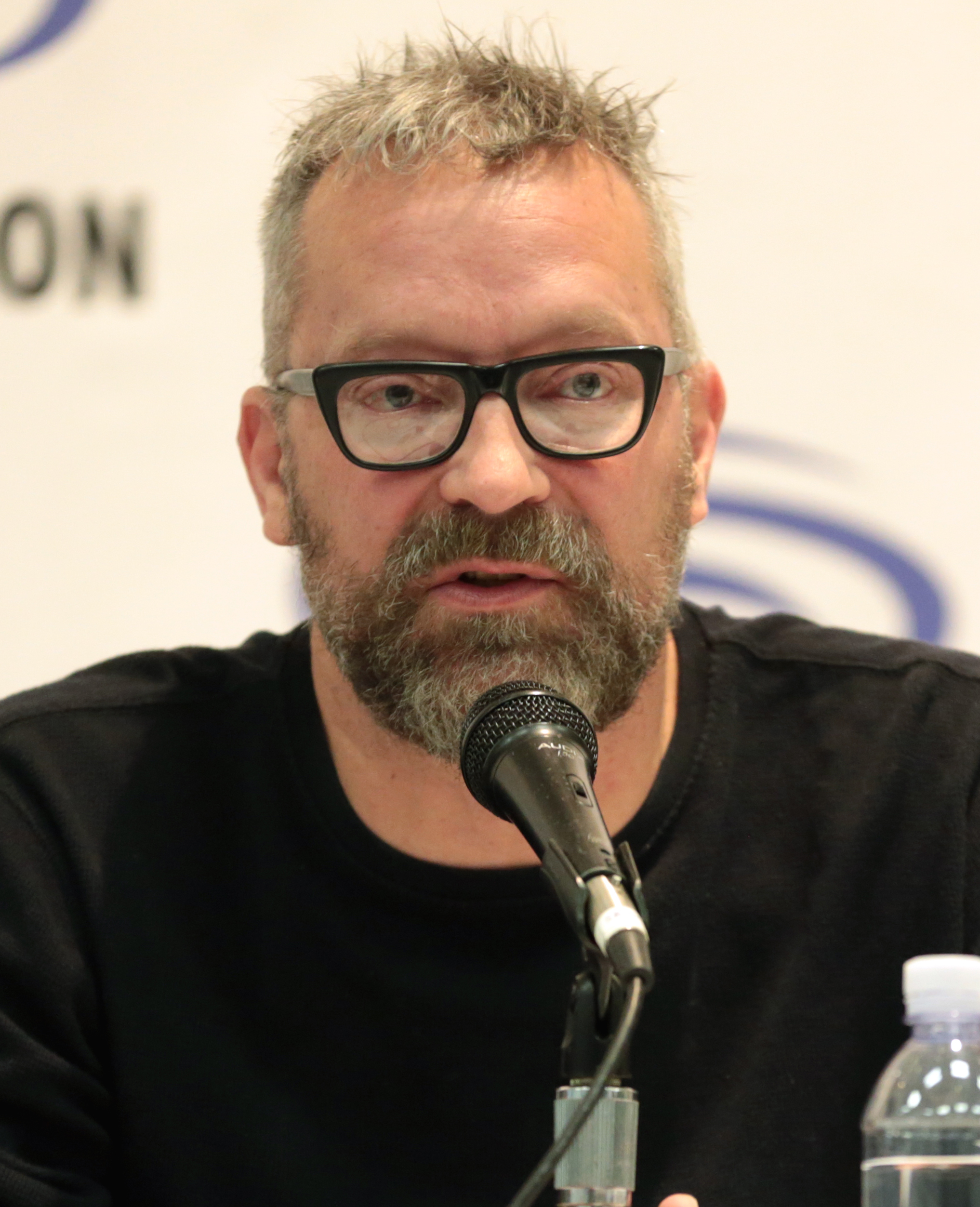
Charlie Clouser (* 1963)

- Clouston, Cory (* 1969), kanadischer Eishockeyspieler und -trainer
- Clouth, Franz (1838–1910), deutscher Unternehmer und Pionier der Gummiverarbeitung
- Clouth, Max (* 1985), deutscher Jazzmusiker (Gitarre, Komposition)
- Clouth, Peter (* 1958), deutscher Künstler
- Clouther, Mae (1917–1997), amerikanische Tischtennisspielerin
- Cloutier, Claude (* 1957), kanadischer Illustrator, Comiczeichner und Animator
- Cloutier, Dan (* 1976), kanadischer Eishockeyspieler und -trainer
- Cloutier, Frédéric (* 1981), italo-kanadischer Eishockeytorwart
- Cloutier, George (1876–1946), kanadischer Lacrossespieler
- Cloutier, Guylaine (* 1971), kanadische Schwimmerin
- Cloutier, Hélène (* 1982), kanadische Snowboarderin
- Cloutier, Jacques (* 1960), kanadischer Eishockeytorwart und -trainer
- Cloutier, Julie (* 1986), kanadische Säbelfechterin
- Cloutier, Linda, kanadische Badmintonspielerin
- Cloutier, Milaine (* 1972), kanadische Badmintonspielerin
- Cloutier, Réal (* 1956), kanadischer Eishockeyspieler
- Cloutier, Suzanne (1927–2003), kanadische Schauspielerin
- Cloutier, T. J. (* 1939), US-amerikanischer Pokerspieler
- Clouvel, Élodie (* 1989), französische Pentathletin
- Cloux, Fokko du (1954–2006), niederländischer Mathematiker
- Clouzard, Athanase (1820–1903), französischer Glasmaler, Fotograf und Verleger
- Clouzot, Henri-Georges (1907–1977), französischer Regisseur von KriminalfilmenHenri-Georges Clouzot (1907–1977)

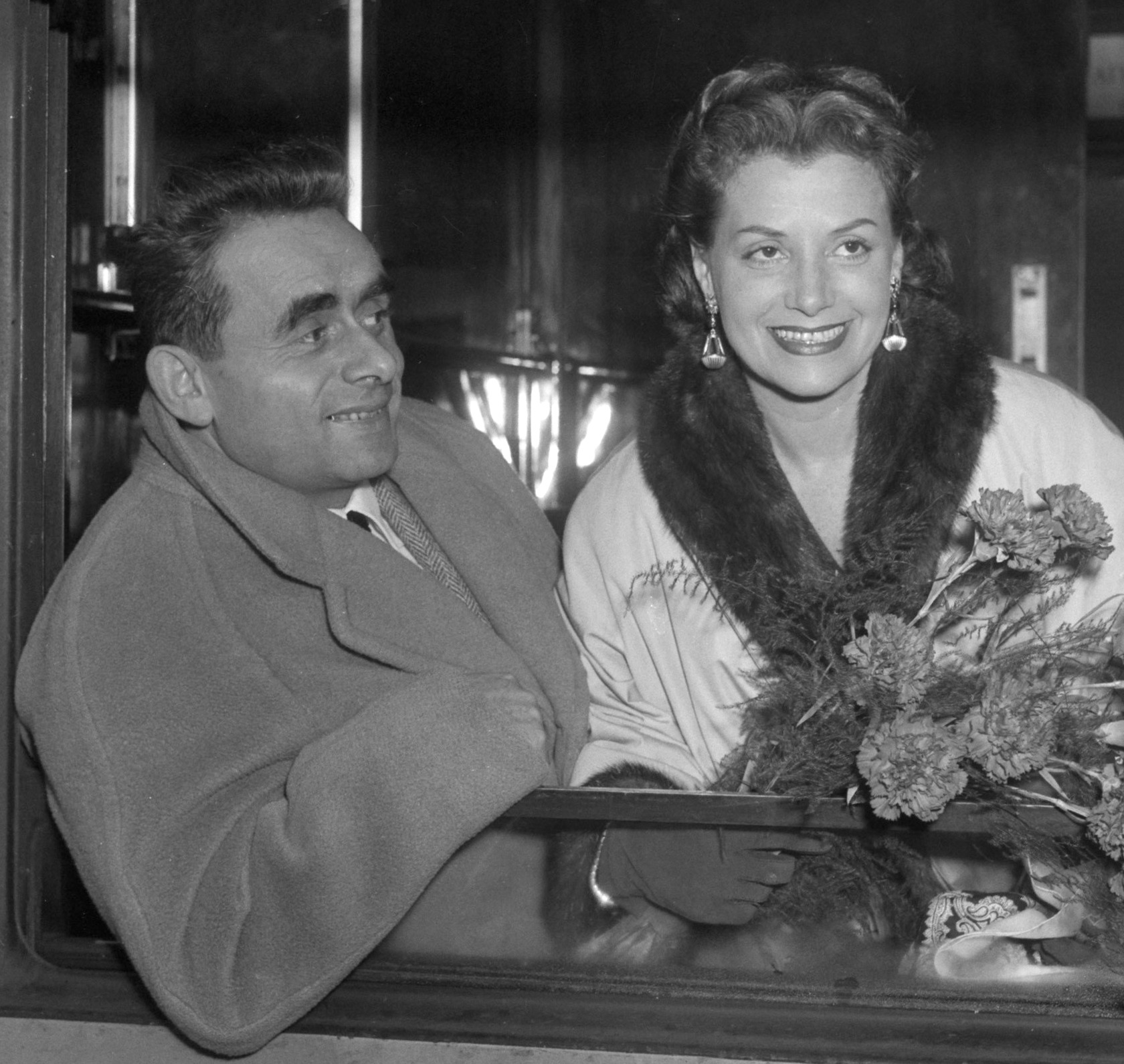
Henri-Georges Clouzot (1907–1977)

- Clouzot, Véra (1913–1960), französisch-brasilianische Schauspielerin und Drehbuchautorin

### Clov
- Clov (1944–2000), humoristischer Zeichner
- Clover, Benjamin H. (1837–1899), US-amerikanischer Politiker
- Clover, Charles (* 1955), britischer Speerwerfer
- Clover, Elzada Urseba (1897–1980), US-amerikanische Botanikerin und Hochschullehrerin
- Clover, Joshua (1962–2025), US-amerikanischer Autor
- Clovio, Giulio (1498–1578), Miniaturenmaler und Geistlicher

### Clow
- Clow, Craig (* 1956), kanadischer Freestyle-Skisportler
- Cloward, Richard A. (1926–2001), US-amerikanischer Soziologe, Kriminologe und Bürgerrechtler
- Clowe, Ryane (* 1982), kanadischer Eishockeyspieler und -trainer
- Clower, Robert W. (1926–2011), US-amerikanischer Ökonom
- Clowes, Daniel (* 1961), US-amerikanischer Comiczeichner und Drehbuchautor
- Clowes, George (1879–1940), britischer Olympiateilnehmer im Motorbootfahren
- Clowes, Ronald M. (* 1942), kanadischer Geologe und Geophysiker
- Clowes, Trish (* 1984), britische Jazzmusikerin, Dozentin und Komponistin
- Clowes, William Laird (1856–1905), britischer Autor und Journalist
- Clowney, Jadeveon (* 1993), US-amerikanischer American-Football-Spieler
- Clowney, William K. (1797–1851), US-amerikanischer Politiker
- Clownswelt, deutscher rechter YouTuber

### Cloz
- Clozel, Laurent (* 1953), französischer Mathematiker
- Clozel, Martine (* 1955), schweizerisch-französische Wissenschaftlerin und Unternehmerin